# Dżazzin
Dżazzin (Jezzine; arab. جزين) – chrześcijańskie miasto w południowym Libanie, leżące 22 km od Sydonu i 40 km na południe od Bejrutu, siedziba dystryktu Kada Dżazzin.
Przed wojną domową w latach 1975–1990 miejscowość stanowiła centrum wyrobu przedmiotów ze srebra.
Dżezzin jest znanym ośrodkiem wypoczynkowym ze względu na swoje położenie, występujące tutaj lasy piniowe (jak las piniowy w Bkassine) i czterdziestometrowej wysokości wodospady. Znajduje się tu naturalna jaskinia zwana Jaskinią Fachr ad-Dina, ponieważ emir Libanu schronił się tam przed Turkami. Zabytki: klasztor Świętego Antoniego (1774), Seraj (1898), pałac Farida Serhala, monumentalny budynek w stylu orientalnym, zawierające zbiór cennych zabytków. Miasto słynie także z wyrobu tradycyjnych sztućców i sztyletów.